# Shining Star
"Shining Star" é uma canção popular escrita pelos compositores e produtores musicais americanos Leo Graham e Paul Richmond. A canção foi gravada em 1980 pelo grupo vocal americano de R&B The Manhattans e lançada no mesmo ano no álbum After Midnight. "Shining Star" foi lançada como single em 1980 e alcançou o número 4 na Billboard R&B Chart nos Estados Unidos, e número 5 na Billboard Hot 100, também nos EUA. A canção foi mais bem sucedida na Nova Zelândia, onde alcançou o número 2, que também alcançou no chart Black Oriented Singles da revista Record World nos Estados Unidos. Embora não tenha atingido a posição número um em nenhum gráfico, "Shining Star" é o segundo maior hit dos Manhattans, depois do hit mundial "Kiss and Say Goodbye" de 1976. Em 1981, a canção foi indicada ao Grammy Award for Best R&B Performance by a Duo or Group with Vocals, no qual foi vencedora.
Possui uma versão em português no Brasil, gravada pelo cantor brasileiro Maurício Manieri em 1998, chamada "Pensando em Você".

## Videoclipe Oficial
"Shining Star" possui um videoclipe oficial gravado pelos Manhattans em 1980. Pode ser assistido em "Shining Star" by The Manhattans (Official Video) no YouTube.

## Faixas do Single
| Lado   | Canção                                | Duração | Intérpretes    | Compoitores                 | Produtores                    | Álbum           | Ano  |
| ------ | ------------------------------------- | ------- | -------------- | --------------------------- | ----------------------------- | --------------- | ---- |
| Lado A | "Shining Star"                        | 3:45    | The Manhattans | Leo Graham, Paul Richmond   | Leo Graham                    | After Midnight' | 1980 |
| Lado B | "I'll Never Run Away From Love Again" | 3:40    | The Manhattans | Gerald Alston, Barbara Morr | Norman Harris, The Manhattans | After Midnight  | 1980 |

- A duração completa de "Shining Star" no álbum After Midnight é 4:40.[2] A duração de 3:45 no single de 7" é uma versão editada da canção.[1]

## Posições nos Charts

### Charts Semanais
| Chart (1980)                         | Posição de pico |
| ------------------------------------ | --------------- |
| Austrália (Kent Music Report)        | 67              |
| Canadá - Adult Contemporary (RPM)    | 10              |
| Canadá - Top Singles (RPM)           | 6               |
| Nova Zelândia (Recorded Music NZ)    | 2               |
| UK Singles (Official Charts)         | 45              |
| USA - Adult Contemporary (Billboard) | 21              |
| USA - Adult Contemporary (RW)        | 9               |
| USA - Black Oriented Singles (RW)    | 2               |
| USA - R&B Chart (Billboard)          | 4               |
| USA - Singles (Record World)         | 4               |
| USA - The Hot 100 (Billboard)        | 5               |
| USA - Top 100 Singles (Cash Box)     | 7               |
| USA - Top 100 R&B (Cash Box)         | 4               |

| Chart (1980)                     | Posição |
| -------------------------------- | ------- |
| Brasil - As Mais Tocadas (1980)  | 45      |
| Canadá - Top 100 Singles (RPM)   | 50      |
| Nova Zelândia (Recorded Music)   | 17      |
| USA - Pop Singles (Billboard)    | 22      |
| USA - Soul Singles (Billboard)   | 14      |
| USA - Top 100 Black Singles (CB) | 13      |
| USA - Top 100 Singles (CB)       | 42      |
| USA - Top A/C Record Group (RW)  | 17      |
| USA - Top Black Single (RW)      | 12      |
| USA - Top Record Overall (RW)    | 20      |

| Fim da Década (1980–1989)         | Posição |
| --------------------------------- | ------- |
| Greatest Soul Songs of the 1980's | 94      |

| País (1980-2001)      | Certificação | Vendas    |
| --------------------- | ------------ | --------- |
| Estados Unidos (RIAA) | Platina      | 1.000.000 |

## Prêmios e Indicações (Awards)
| Ano  | Categoria                                                           | Resultado | Ref         |
| ---- | ------------------------------------------------------------------- | --------- | ----------- |
| 1981 | Grammy Award for Best R&B Performance by a Duo or Group with Vocals | Venceu    | [ 7 ] [ 8 ] |

## Lado B
O Lado B do single de 7" de "Shining Star" contém a canção "I'll Never Run Away From Love Again", que também foi gravada pelos Manhattans em 1980 para o álbum After Midnight. Escrita e composta pelo vocalista Gerald Alston e por Barbara Morr, a canção é a última faixa do álbum e foi produzida por Norman Harris e pelos Manhattans.

## Pessoal
- Compositores – Leo Graham e Paul Richmond[27]
- Voz principal – Gerald Alston[27]
- Backing vocals – Winfred "Blue" Lovett, Edward "Sonny" Bivins, Kenneth "Wally" Kelly[27]
- Arranjo –  James Mack[27]

### Créditos
- Produtor – Leo Graham[27]
- Produtor associado – James Mack[27]
- Produtor executivo – Mickey Eichner[27]
- Coordenador de produção – Hermi Hanlin[2]
- Engenheiro de masterização – Stu Romaine[2]

### Companhias
- Gravado em – Universal Studios, Chicago[2]
- Masterizado em – CBS Recording Studios, Nova Iorque, NI[2]
- Fabricado por – Columbia Records[2]
- Direitos autorais fonográficos ℗ – CBS, Inc.[2]
- Direitos autorais © – CBS, Inc.[2]

## Versão em Português
Em 1998, "Shining Star" ganhou uma versão em português no Brasil, interpretada pelo cantor e músico brasileiro Maurício Manieri. Esta versão recebeu o título de "Pensando em Você", com letras em português escritas pelo próprio Manieri, e foi lançado em seu álbum A Noite Inteira em 1998. "Pensando em Você" foi lançada como single no Brasil e em Portugal em 1999, e se tornou um grande sucesso de Maurício Manieri, alcançando a posição número 5 na parada nacional do Brasil e posição número 49 em Portugal (de acordo com a discografia de Manieri). Os créditos de "Pensando em Você" ("Shining Star") são de Leo Graham e Paul Richmond, versão de Maurício Manieri.